# Ramón Morales
Ramón Morales Higuera (* 10. Oktober, 1975 in La Piedad, Michoacán) ist ein ehemaliger mexikanischer Fußballspieler, der vorwiegend im Mittelfeld agierte.

## Leben
Morales spielte zwischen 1995 und 1998 beim CF Monterrey und wechselte Anfang 1999 zum Ligakonkurrenten Deportivo Guadalajara, bei dem er mehr als zehn Jahre lang unter Vertrag stand und mit dem er die mexikanische Meisterschaft im Torneo Apertura 2006 gewann. In der Saison 2010/11 spielte er für die Estudiantes Tecos.
Sein Debüt in der mexikanischen Fußballnationalmannschaft gab Morales am 12. Juli 2001 im Spiel gegen Brasilien. Er stand im Aufgebot der Nationalmannschaft zur folgenden Fußball-Weltmeisterschaft 2002 und bestritt dort vier Spiele, ohne ein Tor erzielen zu können. Ebenso gehörte er zum Aufgebot zur Copa América 2004 sowie zum Kader der Mexikaner beim Konföderationen-Pokal 2005. Er ist für Distanz- und Weitschüsse bei den Torhütern gefürchtet, aber auch für seine Freistöße.
Morales wurde zur Fußball-Weltmeisterschaft 2006 wiederum in den Nationalmannschaftskader berufen und bestritt in Deutschland 2 Spiele, erzielte jedoch kein Tor. Insgesamt bestritt er bisher 57 Länderspiele, in denen er sechs Treffer erzielen konnte.

## Erfolge
- Mexikanischer Meister: Apertura 2006